# Любомир Павлов (професор)
Вижте пояснителната страница за други личности с името Любомир Павлов.
Любомир Кръстев Павлов е български политик от БКП, заслужил деятел на културата.

## Биография
Роден е на 29 януари 1931 г. във врачанското село Рогозен. От 1945 г. е член на РМС, а от 1954 г. и на БКП. През 1955 г. завършва филология в Софийския университет. След това защитава кандидатска дисертация в Академията за обществени науки при ЦК на КПСС. Бил е първи секретар на ОК на ДСНМ във Враца, инструктор и заместник-завеждащ отдел в ЦК на ДКМС и първи секретар на Ленинския районен комитет на ДКМС. От 1966 г. е завеждащ отдел в Градския комитет на БКП в София. От 1977 до 1984 е завеждащ отдел „Култура“ при ЦК на БКП. В два периода от 1976 до 1977 и от 1987 до 1989 г. е председател на Комитета за телевизия и радио. Между 1977 и 1989 г. е член на ЦК на БКП и професор в Академията по обществени науки. От 1986 до 1987 е първи заместник-председател на Комитета за духовно развитие към Министерския съвет (с ранг на министър)